# Hiirlampi (sjö i Lojo, Nyland)
Hiirlampi är en sjö i kommunen Lojo i landskapet Nyland i Finland. Sjön ligger 73,7 meter över havet. Arean är 31 hektar och strandlinjen är 2,67 kilometer lång. Sjön  ingår i Karisåns huvudavrinningsområde.   Den ligger omkring 58 km nordväst om Helsingfors. 